# Stanisław Szulc
Stanisław Szulc (ur. 6 marca 1895 w Dublanach, zm. 24 maja 1979 w Nowym Targu) – polski inżynier mechanik, specjalista w zakresie silników lotniczych, profesor zwyczajny Politechniki Warszawskiej.

## Życiorys
Studiował na Wydziale Budowy Maszyn Politechniki Lwowskiej, w 1923 ukończył naukę i rozpoczął pracę w zakładach produkujących silniki lotnicze, najpierw w zakładach Škody, a następnie w Państwowych Zakładach Lotniczych (PZL). Czas II wojny światowej spędził w Wielkiej Brytanii, od 1940 pracował w zakładach The de Havilland Aircraft, od 1944 był członkiem rzeczywistym Instiution of Production Engineers. Po zakończeniu działań wojennych powrócił do Polski, od 1948 pracował jako adiunkt w Katedrze Metaloznawstwa Politechniki Warszawskiej. Rok później rozpoczął organizowanie od podstaw Katedry Maszynoznawstwa na Wydziale Komunikacji PW a następnie objął tam funkcję kierownika i pełnił ją do 1952. Po połączeniu w 1951 Politechniki Warszawskiej i Szkoły Inżynierskiej im. Hipolita Wawelberga i Stanisława Rotwanda zorganizował Zakład Technologii Silników Lotniczych na Wydziale Lotniczym PW, w 1955 przemianowany na Katedrę Wytwarzania Silników Lotniczych, którą kierował do przejścia na emeryturę w 1965. Katedra była najważniejszym ośrodkiem badań technologicznej warstwy wierzchniej i nad obróbkami powierzchniowymi. W 1954 otrzymał mianowanie na profesora nadzwyczajnego, w 1957 został członkiem Rady Naukowej Instytutu Obróbki Skrawaniem, a w 1960 członkiem Głównej Komisji Technologicznej Komitetu Nauki i Techniki. W 1962 został profesorem zwyczajnym, w 1965 został odznaczony Krzyżem Oficerskim Orderu Odrodzenia Polski, w tym samym roku przeszedł na emeryturę.
Dorobek naukowy Stanisława Szulca obejmuje 34 publikacje, liczne referaty, opinie i opracowania. Badał procesy technologiczne, a szczególnie metody podwyższenia jakości i trwałości elementów silników lotniczych.  
Zmarł w 1979, został pochowany w Nowym Targu.